# Горка Полонка
Горка Полонка или Горькая Полонка (укр. Гірка Полонка) — село в Боратинской сельской общине Луцкого района Волынской области Украины.
Код КОАТУУ — 0722881601. Население по переписи 2001 года составляло 2658 человек. Население по данным 2024 года составляло 3044 человека (зарегистрировано). Почтовый индекс — 45607. Телефонный код — 332. Занимает площадь 2,177 км².